# Elezioni comunali in Sicilia del 2016
Le elezioni comunali in Sicilia del 2016 si tennero il 5 giugno (con ballottaggio il 19 giugno). 

## Città metropolitana di Palermo

### Terrasini
|                                | Giosuè Maniaci ✔️ Sindaco | 2 156 | 32,44 | Partito Democratico | 785   | 10,92 | 2  |  |  |
| Terrasini Si Può               | Giosuè Maniaci ✔️ Sindaco | 2 156 | 32,44 | 526                 | 7,32  | 1     |    |  |  |
| Terrasininsieme                | Giosuè Maniaci ✔️ Sindaco | 2 156 | 32,44 | 458                 | 6,37  | 1     |    |  |  |
| Fare Comune                    | Giosuè Maniaci ✔️ Sindaco | 2 156 | 32,44 | 438                 | 6,09  | 1     |    |  |  |
|                                | Antonino Giannettino      | 2 065 | 31,07 | Siamo Terrasini     | 764   | 10,63 | 2  |  |  |
| Per una Terrasini che Vale     | Antonino Giannettino      | 2 065 | 31,07 | 615                 | 8,55  | 1     |    |  |  |
| Cambiamo Terrasini             | Antonino Giannettino      | 2 065 | 31,07 | 553                 | 7,69  | 1     |    |  |  |
| Terrasini Diventerà Bellissima | Antonino Giannettino      | 2 065 | 31,07 | 25                  | 0,35  | –     |    |  |  |
|                                | Massimo Cucinella         | 1 897 | 28,54 | Pdr-Sicilia Futura  | 676   | 9,40  | 2  |  |  |
| Terrasini d'A....Mare          | Massimo Cucinella         | 1 897 | 28,54 | 575                 | 8,00  | 1     |    |  |  |
| Per Terrasini Avanti           | Massimo Cucinella         | 1 897 | 28,54 | 521                 | 7,25  | 1     |    |  |  |
| Per Terrasini Unica            | Massimo Cucinella         | 1 897 | 28,54 | 407                 | 5,66  | 1     |    |  |  |
| Per Terrasini Domani           | Massimo Cucinella         | 1 897 | 28,54 | 377                 | 5,24  | 1     |    |  |  |
|                                | Eva Deak                  | 529   | 7,96  | Movimento 5 Stelle  | 470   | 6,54  | 1  |  |  |
| Totale                         | Totale                    | 6 647 | 100   |                     | 7 190 | 100   | 16 |  |  |
|                                |                           |       |       |                     |       |       |    |  |  |
| Fonte: Ministero dell'interno  |                           |       |       |                     |       |       |    |  |  |

## Libero consorzio comunale di Agrigento

### Canicattì
| Candidati                     | Candidati                    | II turno               | II turno               | I turno | I turno | Liste                      | Voti   | %     | Seggi |
| Candidati                     | Candidati                    | Voti                   | %                      | Voti    | %       | Liste                      | Voti   | %     | Seggi |
| ----------------------------- | ---------------------------- | ---------------------- | ---------------------- | ------- | ------- | -------------------------- | ------ | ----- | ----- |
|                               | Ettore Di Ventura ✔️ Sindaco | 9 571                  | 65,24                  | 4 150   | 24,74   | Partito Democratico        | 1 596  | 8,27  | 7     |
| Uniti per Canicattì           | Ettore Di Ventura ✔️ Sindaco | 9 571                  | 65,24                  | 4 150   | 24,74   | 1 544                      | 8,00   | 7     |       |
| Soprattutto Canicattì         | Ettore Di Ventura ✔️ Sindaco | 9 571                  | 65,24                  | 4 150   | 24,74   | 873                        | 4,52   | –     |       |
|                               | Ivan Paci                    | 5 100                  | 34,76                  | 3 032   | 18,08   | Canicattì Riparte          | 2 248  | 11,65 | 2     |
| Nuova Canicattì               | Ivan Paci                    | 5 100                  | 34,76                  | 3 032   | 18,08   | 1 089                      | 5,64   | 1     |       |
|                               | Antonio Scrimali             | Antonio Scrimali       | Antonio Scrimali       | 3 438   | 20,50   | Con Scrimali per Canicattì | 2 399  | 12,43 | 2     |
|                               | Giovanni Salvaggio           | Giovanni Salvaggio     | Giovanni Salvaggio     | 1 764   | 10,52   | Canicattì Unica            | 1 734  | 8,99  | 1     |
|                               | Gaetano Rizzo                | Gaetano Rizzo          | Gaetano Rizzo          | 1 446   | 8,62    | Pdr-Sicilia Futura         | 2 372  | 12,29 | 2     |
| Un Passo Avanti               | Gaetano Rizzo                | Gaetano Rizzo          | Gaetano Rizzo          | 1 446   | 8,62    | 659                        | 3,42   | –     |       |
|                               | Sandro Marchese Ragona       | Sandro Marchese Ragona | Sandro Marchese Ragona | 1 362   | 8,12    | Movimento 5 Stelle         | 1 605  | 8,32  | 1     |
|                               | Angelo Caico                 | Angelo Caico           | Angelo Caico           | 1 282   | 7,64    | Unione di Centro           | 1 743  | 9,03  | 1     |
|                               | Gioacchino Asti              | Gioacchino Asti        | Gioacchino Asti        | 733     | 4,37    | Fare                       | 530    | 2,75  | –     |
| I Canicattinesi               | Gioacchino Asti              | Gioacchino Asti        | Gioacchino Asti        | 733     | 4,37    | 38                         | 0,20   | –     |       |
|                               | Salvatore Polizzi            | Salvatore Polizzi      | Salvatore Polizzi      | 635     | 3,79    | Patto per Canicattì        | 867    | 4,49  | –     |
| Totale                        | Totale                       | 14 671                 | 100                    | 16 774  | 100     |                            | 19 297 | 100   | 24    |
|                               |                              |                        |                        |         |         |                            |        |       |       |
| Fonte: Ministero dell'interno |                              |                        |                        |         |         |                            |        |       |       |

### Favara
| Candidati                      | Candidati            | II turno         | II turno         | I turno | I turno | Liste                                   | Voti   | %     | Seggi |
| Candidati                      | Candidati            | Voti             | %                | Voti    | %       | Liste                                   | Voti   | %     | Seggi |
| ------------------------------ | -------------------- | ---------------- | ---------------- | ------- | ------- | --------------------------------------- | ------ | ----- | ----- |
|                                | Anna Alba ✔️ Sindaca | 11 395           | 71,74            | 4 003   | 22,89   | Movimento 5 Stelle                      | 2 160  | 10,76 | 14    |
|                                | Gabriella Bruccoleri | 4 489            | 28,26            | 3 491   | 19,96   | Partito Democratico                     | 2 749  | 13,69 | 2     |
| Favara Popolare                | Gabriella Bruccoleri | 4 489            | 28,26            | 3 491   | 19,96   | 2 374                                   | 11,82  | 2     |       |
| Uniti per Favara               | Gabriella Bruccoleri | 4 489            | 28,26            | 3 491   | 19,96   | 2 128                                   | 10,60  | 1     |       |
|                                | Antonino Palumbo     | Antonino Palumbo | Antonino Palumbo | 2 886   | 16,50   | Favara per i Beni Comuni                | 989    | 4,93  | –     |
|                                | Gaetano Airò         | Gaetano Airò     | Gaetano Airò     | 2 792   | 15,97   | Favara Domani                           | 2 220  | 11,06 | 1     |
| Favara Riparte                 | Gaetano Airò         | Gaetano Airò     | Gaetano Airò     | 2 792   | 15,97   | 2 009                                   | 10,01  | 1     |       |
| Insieme a Gaetano Airò Sindaco | Gaetano Airò         | Gaetano Airò     | Gaetano Airò     | 2 792   | 15,97   | 1 152                                   | 5,74   | 1     |       |
|                                | Angelo Messinese     | Angelo Messinese | Angelo Messinese | 2 529   | 14,46   | Pdr-Sicilia Futura                      | 3 175  | 15,81 | 2     |
|                                | Gerlando Nobile      | Gerlando Nobile  | Gerlando Nobile  | 1 228   | 7,02    | Noi Amiamo Favara-Federazione dei Verdi | 584    | 2,91  | –     |
|                                | Antonio Valenti      | Antonio Valenti  | Antonio Valenti  | 558     | 3,19    | Rivoluzione Cristiana                   | 537    | 2,67  | –     |
| Totale                         | Totale               | 15 884           | 100              | 17 487  | 100     |                                         | 20 077 | 100   | 24    |
|                                |                      |                  |                  |         |         |                                         |        |       |       |
| Fonte: Ministero dell'interno  |                      |                  |                  |         |         |                                         |        |       |       |

### Porto Empedocle
| Candidati                     | Candidati              | II turno          | II turno          | I turno | I turno | Liste                    | Voti   | %     | Seggi |
| Candidati                     | Candidati              | Voti              | %                 | Voti    | %       | Liste                    | Voti   | %     | Seggi |
| ----------------------------- | ---------------------- | ----------------- | ----------------- | ------- | ------- | ------------------------ | ------ | ----- | ----- |
|                               | Ida Carmina ✔️ Sindaca | 6 424             | 71,31             | 3 475   | 36,91   | Movimento 5 Stelle       | 1 528  | 14,60 | 2     |
|                               | Orazio Guarraci        | 2 585             | 28,69             | 2 390   | 25,39   | Vertenza Porto Empedocle | 1 449  | 13,85 | 3     |
| Pdr-Sicilia Futura            | Orazio Guarraci        | 2 585             | 28,69             | 2 390   | 25,39   | 683                      | 6,53   | 1     |       |
| Partito Democratico           | Orazio Guarraci        | 2 585             | 28,69             | 2 390   | 25,39   | 654                      | 6,25   | 1     |       |
|                               | Calogero Martello      | Calogero Martello | Calogero Martello | 1 860   | 19,76   | Unione di Centro         | 1 010  | 9,65  | 2     |
| Porto Empedocle nel Cuore     | Calogero Martello      | Calogero Martello | Calogero Martello | 1 860   | 19,76   | 860                      | 8,22   | 2     |       |
| Progetto Comune               | Calogero Martello      | Calogero Martello | Calogero Martello | 1 860   | 19,76   | 827                      | 7,90   | 1     |       |
| Partito Socialista Italiano   | Calogero Martello      | Calogero Martello | Calogero Martello | 1 860   | 19,76   | 518                      | 4,95   | –     |       |
|                               | Andrea Sallì           | Andrea Sallì      | Andrea Sallì      | 759     | 8,06    | Città Nuova (A)          | 1 947  | 18,61 | 4     |
|                               | Giovanni Hamel         | Giovanni Hamel    | Giovanni Hamel    | 725     | 7,70    | Cambio di Rotta          | 460    | 4,40  | –     |
| Primavera Empedoclina         | Giovanni Hamel         | Giovanni Hamel    | Giovanni Hamel    | 725     | 7,70    | 434                      | 4,15   | –     |       |
|                               | Paolo Ferrara          | Paolo Ferrara     | Paolo Ferrara     | 205     | 2,18    | Rivoluzione Cristiana    | 93     | 0,89  | –     |
| Totale                        | Totale                 | 9 009             | 100               | 9 414   | 100     |                          | 10 463 | 100   | 16    |
|                               |                        |                   |                   |         |         |                          |        |       |       |
| Fonte: Ministero dell'interno |                        |                   |                   |         |         |                          |        |       |       |

## Città metropolitana di Catania

### Caltagirone
| Candidati                                      | Candidati                   | II turno             | II turno             | I turno | I turno | Liste                               | Voti   | %     | Seggi |
| Candidati                                      | Candidati                   | Voti                 | %                    | Voti    | %       | Liste                               | Voti   | %     | Seggi |
| ---------------------------------------------- | --------------------------- | -------------------- | -------------------- | ------- | ------- | ----------------------------------- | ------ | ----- | ----- |
|                                                | Giovanni Ioppolo ✔️ Sindaco | 9 981                | 54,98                | 7 464   | 38,18   | Forza Italia                        | 2 896  | 13,60 | 5     |
| Caltagirone Ci Unisce                          | Giovanni Ioppolo ✔️ Sindaco | 9 981                | 54,98                | 7 464   | 38,18   | 1 981                               | 9,30   | 3     |       |
| Caltagirone Domani                             | Giovanni Ioppolo ✔️ Sindaco | 9 981                | 54,98                | 7 464   | 38,18   | 1 513                               | 7,10   | 2     |       |
| Pdr-Sicilia Futura                             | Giovanni Ioppolo ✔️ Sindaco | 9 981                | 54,98                | 7 464   | 38,18   | 1 254                               | 5,89   | 2     |       |
| Noi Calatini                                   | Giovanni Ioppolo ✔️ Sindaco | 9 981                | 54,98                | 7 464   | 38,18   | 1 198                               | 5,62   | 2     |       |
|                                                | Francesco Pignataro         | 8 173                | 45,02                | 5 572   | 28,51   | La Città che Vogliamo               | 2 076  | 9,75  | 2     |
| Partito Democratico                            | Francesco Pignataro         | 8 173                | 45,02                | 5 572   | 28,51   | 1 977                               | 9,28   | 2     |       |
| Popolari e Riformisti Moderati per Caltagirone | Francesco Pignataro         | 8 173                | 45,02                | 5 572   | 28,51   | 1 108                               | 5,20   | 1     |       |
| Il Quadrifoglio                                | Francesco Pignataro         | 8 173                | 45,02                | 5 572   | 28,51   | 995                                 | 4,67   | –     |       |
|                                                | Fabio Roccuzzo              | Fabio Roccuzzo       | Fabio Roccuzzo       | 3 926   | 20,08   | Bene in Comune                      | 2 142  | 10,06 | 2     |
| Cambiamo la Città                              | Fabio Roccuzzo              | Fabio Roccuzzo       | Fabio Roccuzzo       | 3 926   | 20,08   | 1 070                               | 5,02   | 1     |       |
|                                                | Giulio Sinatra              | Giulio Sinatra       | Giulio Sinatra       | 2 067   | 10,57   | Movimento 5 Stelle                  | 1 775  | 8,33  | 1     |
|                                                | Giuseppina Giannetto        | Giuseppina Giannetto | Giuseppina Giannetto | 337     | 1,72    | Caltagirone Popolare-Liberi e Forti | 1 117  | 5,24  | 1     |
|                                                | Giacomo Cosentino           | Giacomo Cosentino    | Giacomo Cosentino    | 181     | 0,93    | Sicilia Indipendente-Fns            | 186    | 0,87  | –     |
| Totale                                         | Totale                      | 18 154               | 100                  | 19 547  | 100     |                                     | 21 298 | 100   | 24    |
|                                                |                             |                      |                      |         |         |                                     |        |       |       |
| Fonte: Ministero dell'interno                  |                             |                      |                      |         |         |                                     |        |       |       |

### Giarre
| Candidati                     | Candidati                | II turno          | II turno          | I turno | I turno | Liste                    | Voti   | %     | Seggi |
| Candidati                     | Candidati                | Voti              | %                 | Voti    | %       | Liste                    | Voti   | %     | Seggi |
| ----------------------------- | ------------------------ | ----------------- | ----------------- | ------- | ------- | ------------------------ | ------ | ----- | ----- |
|                               | Angelo D'Anna ✔️ Sindaco | 7 841             | 63,19             | 5 236   | 37,11   | Giarre Evviva            | 1 665  | 10,99 | 4     |
| Città Viva                    | Angelo D'Anna ✔️ Sindaco | 7 841             | 63,19             | 5 236   | 37,11   | 1 510                    | 9,97   | 4     |       |
| Insieme per il Bene Comune    | Angelo D'Anna ✔️ Sindaco | 7 841             | 63,19             | 5 236   | 37,11   | 1 060                    | 7,00   | 2     |       |
|                               | Tania Spitaleri          | 4 567             | 36,81             | 4 719   | 33,44   | Giarre 2.0               | 2 343  | 15,47 | 2     |
| Il Megafono - Lista Crocetta  | Tania Spitaleri          | 4 567             | 36,81             | 4 719   | 33,44   | 1 421                    | 9,38   | 1     |       |
| Proposta Popolare             | Tania Spitaleri          | 4 567             | 36,81             | 4 719   | 33,44   | 1 043                    | 6,89   | 1     |       |
| Pdr-Sicilia Futura            | Tania Spitaleri          | 4 567             | 36,81             | 4 719   | 33,44   | 755                      | 4,99   | –     |       |
| Il Quadrifoglio               | Tania Spitaleri          | 4 567             | 36,81             | 4 719   | 33,44   | 696                      | 4,60   | –     |       |
|                               | Salvatore Vitale         | Salvatore Vitale  | Salvatore Vitale  | 3 275   | 23,21   | I Democratici per Giarre | 1 793  | 11,84 | 1     |
| Progetto per Giarre           | Salvatore Vitale         | Salvatore Vitale  | Salvatore Vitale  | 3 275   | 23,21   | 1 587                    | 10,48  | 1     |       |
| Giarre nel Cuore              | Salvatore Vitale         | Salvatore Vitale  | Salvatore Vitale  | 3 275   | 23,21   | 641                      | 4,23   | –     |       |
|                               | Francesco Candido        | Francesco Candido | Francesco Candido | 880     | 6,24    | Movimento 5 Stelle       | 630    | 4,16  | –     |
| Totale                        | Totale                   | 12 408            | 100               | 14 110  | 100     |                          | 15 144 | 100   | 16    |
|                               |                          |                   |                   |         |         |                          |        |       |       |
| Fonte: Ministero dell'interno |                          |                   |                   |         |         |                          |        |       |       |

### Grammichele
|                                                | Giuseppe Maria Purpora ✔️ Sindaco | 2 524 | 38,23 | Movimento 5 Stelle         | 1 650 | 21,22 | 4  |  |  |
|                                                | Francesco Specchiale              | 1 637 | 24,80 | Lavoriamo per Grammichele  | 1 109 | 14,26 | 3  |  |  |
| Ideazione e Io c'entro Insieme per Grammichele | Francesco Specchiale              | 1 637 | 24,80 | 509                        | 6,54  | 1     |    |  |  |
| La Rinascita                                   | Francesco Specchiale              | 1 637 | 24,80 | 484                        | 6,22  | 1     |    |  |  |
| Sviluppo Legalità Grammichele                  | Francesco Specchiale              | 1 637 | 24,80 | 427                        | 5,49  | 1     |    |  |  |
| Idee in Movimento                              | Francesco Specchiale              | 1 637 | 24,80 | 398                        | 5,12  | 1     |    |  |  |
|                                                | Giuseppe Piccolo                  | 1 334 | 20,21 | Puntiamo su Piccolo        | 599   | 7,70  | 2  |  |  |
| Partito Democratico                            | Giuseppe Piccolo                  | 1 334 | 20,21 | 583                        | 7,50  | 1     |    |  |  |
| Progetto Comune                                | Giuseppe Piccolo                  | 1 334 | 20,21 | 466                        | 5,99  | 1     |    |  |  |
| Prima di Tutto Grammichele                     | Giuseppe Piccolo                  | 1 334 | 20,21 | 220                        | 2,83  | –     |    |  |  |
|                                                | Salvatore Riccardo Cannizzo       | 513   | 7,77  | Noi con Salvatore Cannizzo | 714   | 9,18  | 1  |  |  |
|                                                | Salvatore Giuseppe Canzoniere     | 304   | 4,60  | Grammichele Libera         | 288   | 3,70  | –  |  |  |
|                                                | Antonino Amarù                    | 290   | 4,39  | Grammichele Città Ideale   | 330   | 4,24  | –  |  |  |
| Totale                                         | Totale                            | 6 602 | 100   |                            | 7 777 | 100   | 16 |  |  |
|                                                |                                   |       |       |                            |       |       |    |  |  |
| Fonte: Ministero dell'interno                  |                                   |       |       |                            |       |       |    |  |  |

### Ramacca
|                               | Giuseppe Limoli ✔️ Sindaco | 2 368 | 37,64 | Per Ramacca con Orgoglio | 1 484 | 21,90 | 5  |  |  |
| Rivivere Ramacca              | Giuseppe Limoli ✔️ Sindaco | 2 368 | 37,64 | 604                      | 8,91  | 2     |    |  |  |
| Io C'Entro                    | Giuseppe Limoli ✔️ Sindaco | 2 368 | 37,64 | 464                      | 6,85  | 1     |    |  |  |
| Primavera di Ramacca          | Giuseppe Limoli ✔️ Sindaco | 2 368 | 37,64 | 414                      | 6,11  | 1     |    |  |  |
| Ramacca Domani                | Giuseppe Limoli ✔️ Sindaco | 2 368 | 37,64 | 386                      | 5,70  | 1     |    |  |  |
|                               | Francesco Nicodemo         | 1 686 | 26,80 | Facciamo Ramacca         | 1 296 | 19,12 | 3  |  |  |
| Progetto Ramacca              | Francesco Nicodemo         | 1 686 | 26,80 | 478                      | 7,05  | 1     |    |  |  |
|                               | Gaetano Nicolosi           | 1 392 | 22,13 | Movimento 5 Stelle       | 829   | 12,23 | –  |  |  |
|                               | Francesco Zappalà          | 466   | 7,41  | Partito Democratico      | 485   | 7,16  | 1  |  |  |
|                               | Paolo D'Amato              | 379   | 6,02  | Progetto Sicilia Grano   | 337   | 4,97  | –  |  |  |
| Totale                        | Totale                     | 6 291 | 100   |                          | 6 777 | 100   | 16 |  |  |
|                               |                            |       |       |                          |       |       |    |  |  |
| Fonte: Ministero dell'interno |                            |       |       |                          |       |       |    |  |  |

## Libero consorzio comunale di Enna

### Barrafranca
|                               | Fabio Arnaldo Ettore Accardi ✔️ Sindaco | 2 507 | 34,53 | Unione di Centro             | 1 397 | 17,30 | 4  |  |  |
| Partito Democratico           | Fabio Arnaldo Ettore Accardi ✔️ Sindaco | 2 507 | 34,53 | 1 330                        | 16,47 | 3     |    |  |  |
| Pdr-Sicilia Futura            | Fabio Arnaldo Ettore Accardi ✔️ Sindaco | 2 507 | 34,53 | 1 087                        | 13,46 | 3     |    |  |  |
|                               | Salvatore Centonze                      | 1 960 | 27,00 | Movimento 5 Stelle           | 1 635 | 20,25 | 3  |  |  |
|                               | Angelo Ferrigno                         | 1 838 | 25,32 | Il Megafono - Lista Crocetta | 820   | 10,15 | 1  |  |  |
| Sicilia Democratica           | Angelo Ferrigno                         | 1 838 | 25,32 | 769                          | 9,52  | 1     |    |  |  |
| Partito Socialista Italiano   | Angelo Ferrigno                         | 1 838 | 25,32 | 355                          | 4,40  | –     |    |  |  |
|                               | Giovanni Alessandro Roberto Di Dio      | 955   | 13,15 | Idea Comune                  | 683   | 8,46  | 1  |  |  |
| Totale                        | Totale                                  | 7 260 | 100   |                              | 8 076 | 100   | 16 |  |  |
|                               |                                         |       |       |                              |       |       |    |  |  |
| Fonte: Ministero dell'interno |                                         |       |       |                              |       |       |    |  |  |

## Città metropolitana di Messina

### Capo d'Orlando
|                                         | Francesco Ingrillì ✔️ Sindaco | 4 887 | 57,30 | Lista Orlandina | 1 767 | 19,36 | 4  |  |  |
| Orizzonte Orlandino                     | Francesco Ingrillì ✔️ Sindaco | 4 887 | 57,30 | 1 219           | 13,36 | 2     |    |  |  |
| Partiamo da Capo                        | Francesco Ingrillì ✔️ Sindaco | 4 887 | 57,30 | 1 083           | 11,87 | 2     |    |  |  |
| Città Futura                            | Francesco Ingrillì ✔️ Sindaco | 4 887 | 57,30 | 781             | 8,56  | 1     |    |  |  |
| Insieme per Cambiare                    | Francesco Ingrillì ✔️ Sindaco | 4 887 | 57,30 | 759             | 8,32  | 1     |    |  |  |
|                                         | Salvatore Librizzi            | 3 642 | 42,70 | Valore Pubblico | 1 563 | 17,13 | 3  |  |  |
| I Paladini d'Orlando                    | Salvatore Librizzi            | 3 642 | 42,70 | 888             | 9,73  | 2     |    |  |  |
| Muovi Capo d'Orlando-Uniti per Crescere | Salvatore Librizzi            | 3 642 | 42,70 | 685             | 7,51  | 1     |    |  |  |
| Capo d'Orlando Migliore                 | Salvatore Librizzi            | 3 642 | 42,70 | 381             | 4,17  | –     |    |  |  |
| Totale                                  | Totale                        | 8 529 | 100   |                 | 9 126 | 100   | 16 |  |  |
|                                         |                               |       |       |                 |       |       |    |  |  |
| Fonte: Ministero dell'interno           |                               |       |       |                 |       |       |    |  |  |

### Patti
|                               | Giuseppe Mauro Aquino ✔️ Sindaco | 3 441 | 40,32 | Patti nel Cuore Mauro Aquino Sindaco                   | 1 248 | 15,76 | 4  |  |  |
| Città & Territorio            | Giuseppe Mauro Aquino ✔️ Sindaco | 3 441 | 40,32 | 855                                                    | 10,80 | 2     |    |  |  |
| Il Centro per Patti           | Giuseppe Mauro Aquino ✔️ Sindaco | 3 441 | 40,32 | 721                                                    | 9,11  | 2     |    |  |  |
| Pdr-Sicilia Futura            | Giuseppe Mauro Aquino ✔️ Sindaco | 3 441 | 40,32 | 653                                                    | 8,25  | 2     |    |  |  |
|                               | Carmelo Gianluca Bonsignore      | 2 390 | 28,01 | Uniti per Cambiare                                     | 1 028 | 12,98 | 2  |  |  |
| Impegno per Patti             | Carmelo Gianluca Bonsignore      | 2 390 | 28,01 | 809                                                    | 10,22 | 1     |    |  |  |
| Società Aperta                | Carmelo Gianluca Bonsignore      | 2 390 | 28,01 | 620                                                    | 7,83  | 1     |    |  |  |
| Patti Futura                  | Carmelo Gianluca Bonsignore      | 2 390 | 28,01 | 600                                                    | 7,58  | 1     |    |  |  |
|                               | Alessio Papa                     | 733   | 8,59  | NPP-Noi per Patti                                      | 462   | 5,83  | –  |  |  |
| Patti 2.0                     | Alessio Papa                     | 733   | 8,59  | 394                                                    | 4,98  | –     |    |  |  |
| Patti in Comune               | Alessio Papa                     | 733   | 8,59  | 21                                                     | 0,27  | –     |    |  |  |
|                               | Nicola Tindaro Calabria          | 634   | 7,43  | Anima Pattese                                          | 773   | 9,76  | 1  |  |  |
|                               | Domenico Miragliotta             | 450   | 5,27  | Movimento 5 Stelle                                     | 235   | 2,97  | –  |  |  |
|                               | Antonino Lena                    | 222   | 2,60  | Uniti per Patti con Lena                               | 97    | 1,23  | –  |  |  |
|                               | Maria Teresa Calabrese           | 48    | 0,56  | Partito Nazionale Popolare-Noi Italia Lavoro e Libertà | 18    | 0,23  | –  |  |  |
| Totale                        | Totale                           | 8 534 | 100   |                                                        | 7 918 | 100   | 16 |  |  |
|                               |                                  |       |       |                                                        |       |       |    |  |  |
| Fonte: Ministero dell'interno |                                  |       |       |                                                        |       |       |    |  |  |

## Libero consorzio comunale di Ragusa

### Scicli
|                                        | Vincenzo Giannone ✔️ Sindaco | 5 914  | 43,89 | Start Scicli                                            | 1 625  | 12,98 | 3  |  |  |
| Enzo Giannone Sindaco                  | Vincenzo Giannone ✔️ Sindaco | 5 914  | 43,89 | 1 201                                                   | 9,59   | 3     |    |  |  |
| Cittadini per Scicli                   | Vincenzo Giannone ✔️ Sindaco | 5 914  | 43,89 | 974                                                     | 7,78   | 2     |    |  |  |
| Scicli Bene Comune                     | Vincenzo Giannone ✔️ Sindaco | 5 914  | 43,89 | 952                                                     | 7,60   | 2     |    |  |  |
|                                        | Rita Maria Trovato           | 4 236  | 31,44 | Unione di Centro                                        | 1 911  | 15,26 | 2  |  |  |
| Partito Democratico                    | Rita Maria Trovato           | 4 236  | 31,44 | 1 015                                                   | 8,10   | 1     |    |  |  |
| Scicli Popolare                        | Rita Maria Trovato           | 4 236  | 31,44 | 737                                                     | 5,88   | 1     |    |  |  |
| Laboratorio Scicli                     | Rita Maria Trovato           | 4 236  | 31,44 | 714                                                     | 5,70   | –     |    |  |  |
| Sicilia Democratica-Città in Movimento | Rita Maria Trovato           | 4 236  | 31,44 | 476                                                     | 3,80   | –     |    |  |  |
| Prospettiva Democratica Scicli         | Rita Maria Trovato           | 4 236  | 31,44 | 414                                                     | 3,31   | –     |    |  |  |
|                                        | Concetta Morana              | 1 739  | 12,91 | Movimento 5 Stelle                                      | 1 294  | 10,33 | 1  |  |  |
|                                        | Carmelo Vanasia              | 1 407  | 10,44 | Movimento Politico Culturale Progetto Civico per Scicli | 1 042  | 8,32  | 1  |  |  |
|                                        | Maria Borgia                 | 178    | 1,32  | Rivoluzione Scicli                                      | 169    | 1,35  | –  |  |  |
| Totale                                 | Totale                       | 13 474 | 100   |                                                         | 12 524 | 100   | 16 |  |  |
|                                        |                              |        |       |                                                         |        |       |    |  |  |
| Fonte: Ministero dell'interno          |                              |        |       |                                                         |        |       |    |  |  |

### Vittoria
| Candidati                         | Candidati                   | II turno                   | II turno                   | I turno | I turno | Liste                            | Voti   | %     | Seggi |
| Candidati                         | Candidati                   | Voti                       | %                          | Voti    | %       | Liste                            | Voti   | %     | Seggi |
| --------------------------------- | --------------------------- | -------------------------- | -------------------------- | ------- | ------- | -------------------------------- | ------ | ----- | ----- |
|                                   | Giovanni Moscato ✔️ Sindaco | 14 678                     | 55,16                      | 9 891   | 35,61   | Se la Ami la Cambi               | 3 999  | 13,78 | 7     |
| Riavvia Vittoria                  | Giovanni Moscato ✔️ Sindaco | 14 678                     | 55,16                      | 9 891   | 35,61   | 3 101                            | 10,68  | 5     |       |
| Movimento Politico Sviluppo Ibleo | Giovanni Moscato ✔️ Sindaco | 14 678                     | 55,16                      | 9 891   | 35,61   | 1 647                            | 5,67   | 2     |       |
| Spazioaperto                      | Giovanni Moscato ✔️ Sindaco | 14 678                     | 55,16                      | 9 891   | 35,61   | 1 119                            | 3,86   | –     |       |
|                                   | Francesco Aiello            | 11 934                     | 44,84                      | 7 412   | 26,69   | Lista Spiga                      | 3 052  | 10,51 | 3     |
| Partito Socialista Italiano       | Francesco Aiello            | 11 934                     | 44,84                      | 7 412   | 26,69   | 1 180                            | 4,07   | –     |       |
| Pdr Sicilia Futura                | Francesco Aiello            | 11 934                     | 44,84                      | 7 412   | 26,69   | 1 118                            | 3,85   | –     |       |
| Lista Quadrifoglio                | Francesco Aiello            | 11 934                     | 44,84                      | 7 412   | 26,69   | 1 118                            | 3,85   | –     |       |
|                                   | Carmelo Giurdanella Annina  | Carmelo Giurdanella Annina | Carmelo Giurdanella Annina | 4 340   | 15,63   | Movimento 5 Stelle               | 4 033  | 13,89 | 3     |
|                                   | Lisa Pisani                 | Lisa Pisani                | Lisa Pisani                | 2 583   | 9,30    | Partito Democratico              | 2 350  | 8,10  | 2     |
| Nuoveidee-I Democratici           | Lisa Pisani                 | Lisa Pisani                | Lisa Pisani                | 2 583   | 9,30    | 1 835                            | 6,32   | 2     |       |
| Ellepi16-Ellepi per Vittoria      | Lisa Pisani                 | Lisa Pisani                | Lisa Pisani                | 2 583   | 9,30    | 431                              | 1,48   | –     |       |
|                                   | Vincenzo Statelli           | Vincenzo Statelli          | Vincenzo Statelli          | 1 810   | 6,52    | Progetto Impresa                 | 1 435  | 4,94  | –     |
|                                   | Arcangelo Mazza             | Arcangelo Mazza            | Arcangelo Mazza            | 1 054   | 3,79    | Patto per Vittoria-Scoglitti     | 1 134  | 3,91  | –     |
| Forza Vittoria                    | Arcangelo Mazza             | Arcangelo Mazza            | Arcangelo Mazza            | 1 054   | 3,79    | 447                              | 1,54   | –     |       |
| Si Può Fare                       | Arcangelo Mazza             | Arcangelo Mazza            | Arcangelo Mazza            | 1 054   | 3,79    | 57                               | 0,20   | –     |       |
|                                   | Rosario Rinaudo             | Rosario Rinaudo            | Rosario Rinaudo            | 243     | 0,87    | Movimento per i Diritti Agricoli | 356    | 1,23  | –     |
|                                   | Irene Nicosia               | Irene Nicosia              | Irene Nicosia              | 226     | 0,81    | Alternativa per Vittoria         | 282    | 0,97  | –     |
|                                   | Riccardo Terranova          | Riccardo Terranova         | Riccardo Terranova         | 215     | 0,77    | Terranova Sindaco                | 299    | 1,03  | –     |
| Totale                            | Totale                      | 26 612                     | 100                        | 27 774  | 100     |                                  | 29 026 | 100   | 24    |
|                                   |                             |                            |                            |         |         |                                  |        |       |       |
| Fonte: Ministero dell'interno     |                             |                            |                            |         |         |                                  |        |       |       |

## Libero consorzio comunale di Siracusa

### Lentini
| Candidati                     | Candidati                | II turno        | II turno        | I turno | I turno | Liste                | Voti   | %     | Seggi |
| Candidati                     | Candidati                | Voti            | %               | Voti    | %       | Liste                | Voti   | %     | Seggi |
| ----------------------------- | ------------------------ | --------------- | --------------- | ------- | ------- | -------------------- | ------ | ----- | ----- |
|                               | Saverio Bosco ✔️ Sindaco | 5 138           | 54,86           | 2 358   | 23,30   | Ora                  | 1 519  | 12,92 | 7     |
| Idea                          | Saverio Bosco ✔️ Sindaco | 5 138           | 54,86           | 2 358   | 23,30   | 624                  | 5,31   | 3     |       |
| Soluzione                     | Saverio Bosco ✔️ Sindaco | 5 138           | 54,86           | 2 358   | 23,30   | 22                   | 0,19   | –     |       |
|                               | Stefano Battiato         | 4 227           | 45,14           | 2 790   | 27,57   | Lentini Protagonista | 1 127  | 9,58  | 1     |
| L'Altra Lentini               | Stefano Battiato         | 4 227           | 45,14           | 2 790   | 27,57   | 758                  | 6,45   | 1     |       |
| Tutti Noi Evoluzione Civica   | Stefano Battiato         | 4 227           | 45,14           | 2 790   | 27,57   | 705                  | 5,99   | 1     |       |
| Popolari per Lentini          | Stefano Battiato         | 4 227           | 45,14           | 2 790   | 27,57   | 698                  | 5,94   | 1     |       |
| M.I.D. Iniziativa Democratica | Stefano Battiato         | 4 227           | 45,14           | 2 790   | 27,57   | 584                  | 4,97   | –     |       |
| Lentini Sarà Bellissima       | Stefano Battiato         | 4 227           | 45,14           | 2 790   | 27,57   | 418                  | 3,55   | –     |       |
| Attivamente                   | Stefano Battiato         | 4 227           | 45,14           | 2 790   | 27,57   | 56                   | 0,48   | –     |       |
|                               | Maria Cunsolo            | Maria Cunsolo   | Maria Cunsolo   | 1 642   | 16,23   | Movimento 5 Stelle   | 1 223  | 10,40 | 1     |
|                               | Dario Saggio             | Dario Saggio    | Dario Saggio    | 1 197   | 11,83   | Un Passo Avanti      | 784    | 6,67  | –     |
| Alleanza Leontina             | Dario Saggio             | Dario Saggio    | Dario Saggio    | 1 197   | 11,83   | 78                   | 0,66   | –     |       |
| Vince Lentini                 | Dario Saggio             | Dario Saggio    | Dario Saggio    | 1 197   | 11,83   | 61                   | 0,52   | –     |       |
|                               | Vincenzo Laezza          | Vincenzo Laezza | Vincenzo Laezza | 1 086   | 10,73   | Nuova Lentini        | 716    | 6,09  | –     |
| Sicurezza e Solidarietà       | Vincenzo Laezza          | Vincenzo Laezza | Vincenzo Laezza | 1 086   | 10,73   | 554                  | 4,71   | –     |       |
|                               | Andrea Zarbano           | Andrea Zarbano  | Andrea Zarbano  | 1 047   | 10,35   | Partito Democratico  | 1 352  | 11,50 | 1     |
| Pdr-Sicilia Futura            | Andrea Zarbano           | Andrea Zarbano  | Andrea Zarbano  | 1 047   | 10,35   | 481                  | 4,09   | –     |       |
| Totale                        | Totale                   | 9 365           | 100             | 10 120  | 100     |                      | 11 760 | 100   | 16    |
|                               |                          |                 |                 |         |         |                      |        |       |       |
| Fonte: Ministero dell'interno |                          |                 |                 |         |         |                      |        |       |       |

### Noto
| Candidati                     | Candidati                   | II turno             | II turno             | I turno | I turno | Liste               | Voti   | %     | Seggi |
| Candidati                     | Candidati                   | Voti                 | %                    | Voti    | %       | Liste               | Voti   | %     | Seggi |
| ----------------------------- | --------------------------- | -------------------- | -------------------- | ------- | ------- | ------------------- | ------ | ----- | ----- |
|                               | Corrado Bonfanti ✔️ Sindaco | 6 320                | 53,80                | 4 939   | 37,45   | Impegno per Noto    | 1 965  | 14,57 | 4     |
| Patto per Noto                | Corrado Bonfanti ✔️ Sindaco | 6 320                | 53,80                | 4 939   | 37,45   | 1 129               | 8,37   | 2     |       |
| Noto 2020                     | Corrado Bonfanti ✔️ Sindaco | 6 320                | 53,80                | 4 939   | 37,45   | 899                 | 6,67   | 2     |       |
| Partito Democratico           | Corrado Bonfanti ✔️ Sindaco | 6 320                | 53,80                | 4 939   | 37,45   | 852                 | 6,32   | 2     |       |
|                               | Corrado Figura              | 5 427                | 46,20                | 3 469   | 26,30   | Noto 3.0            | 1 269  | 9,41  | 2     |
| Noto Movimento Popolare       | Corrado Figura              | 5 427                | 46,20                | 3 469   | 26,30   | 1 210               | 8,97   | 1     |       |
| Noto Libera                   | Corrado Figura              | 5 427                | 46,20                | 3 469   | 26,30   | 584                 | 4,33   | –     |       |
| Insieme per Noto              | Corrado Figura              | 5 427                | 46,20                | 3 469   | 26,30   | 173                 | 1,28   | –     |       |
|                               | Salvatore Veneziano         | Salvatore Veneziano  | Salvatore Veneziano  | 2 956   | 22,41   | Noto Protagonista   | 1 032  | 7,65  | 1     |
| Orgoglio Netino               | Salvatore Veneziano         | Salvatore Veneziano  | Salvatore Veneziano  | 2 956   | 22,41   | 1 001               | 7,42   | 1     |       |
| Noto Nostra                   | Salvatore Veneziano         | Salvatore Veneziano  | Salvatore Veneziano  | 2 956   | 22,41   | 993                 | 7,36   | 1     |       |
| Uniti per la Città di Noto    | Salvatore Veneziano         | Salvatore Veneziano  | Salvatore Veneziano  | 2 956   | 22,41   | 511                 | 3,79   | –     |       |
| Noto Futura                   | Salvatore Veneziano         | Salvatore Veneziano  | Salvatore Veneziano  | 2 956   | 22,41   | 180                 | 1,34   | –     |       |
| Noto nel Cuore                | Salvatore Veneziano         | Salvatore Veneziano  | Salvatore Veneziano  | 2 956   | 22,41   | 5                   | 0,04   | –     |       |
|                               | Massimo Prado               | Massimo Prado        | Massimo Prado        | 823     | 6,24    | Netini in Movimento | 544    | 4,03  | –     |
| Progetto Sicilia              | Massimo Prado               | Massimo Prado        | Massimo Prado        | 823     | 6,24    | 23                  | 0,17   | –     |       |
|                               | Francesca Sara Perna        | Francesca Sara Perna | Francesca Sara Perna | 549     | 4,16    | Movimento 5 Stelle  | 509    | 3,78  | –     |
|                               | Concettina Raudino          | Concettina Raudino   | Concettina Raudino   | 462     | 3,50    | Passione Civile     | 604    | 4,48  | –     |
| Totale                        | Totale                      | 11 747               | 100                  | 13 188  | 100     |                     | 13 483 | 100   | 16    |
|                               |                             |                      |                      |         |         |                     |        |       |       |
| Fonte: Ministero dell'interno |                             |                      |                      |         |         |                     |        |       |       |

## Libero consorzio comunale di Trapani

### Alcamo
| Candidati                     | Candidati                       | II turno                        | II turno                        | I turno | I turno | Liste                       | Voti   | %     | Seggi |
| Candidati                     | Candidati                       | Voti                            | %                               | Voti    | %       | Liste                       | Voti   | %     | Seggi |
| ----------------------------- | ------------------------------- | ------------------------------- | ------------------------------- | ------- | ------- | --------------------------- | ------ | ----- | ----- |
|                               | Domenico Surdi ✔️ Sindaco       | 17 684                          | 74,88                           | 11 059  | 48,14   | Movimento 5 Stelle          | 8 535  | 31,42 | 14    |
|                               | Sebastiano Dara                 | 5 934                           | 25,12                           | 3 991   | 17,37   | Alcamo Bene Comune          | 2 202  | 8,11  | 2     |
| Alcamo Cambierà               | Sebastiano Dara                 | 5 934                           | 25,12                           | 3 991   | 17,37   | 1 661                       | 6,11   | 1     |       |
|                               | Baldassare Lauria               | Baldassare Lauria               | Baldassare Lauria               | 2 861   | 12,45   | Lauria Sindaco Noi X Alcamo | 2 756  | 10,15 | 2     |
| Insieme si può                | Baldassare Lauria               | Baldassare Lauria               | Baldassare Lauria               | 2 861   | 12,45   | 906                         | 3,34   | –     |       |
|                               | Vincenzo Cusumano               | Vincenzo Cusumano               | Vincenzo Cusumano               | 2 481   | 10,80   | Partito Democratico         | 2 904  | 10,69 | 2     |
| Unione di Centro              | Vincenzo Cusumano               | Vincenzo Cusumano               | Vincenzo Cusumano               | 2 481   | 10,80   | 2 364                       | 8,70   | 2     |       |
|                               | Maria Grimaudo                  | Maria Grimaudo                  | Maria Grimaudo                  | 1 170   | 5,09    | Pdr-Sicilia Futura          | 2 513  | 9,25  | 1     |
| Cittadini per Alcamo          | Maria Grimaudo                  | Maria Grimaudo                  | Maria Grimaudo                  | 1 170   | 5,09    | 1 211                       | 4,46   | –     |       |
|                               | Alessandro Salvatore Calvaruso  | Alessandro Salvatore Calvaruso  | Alessandro Salvatore Calvaruso  | 667     | 2,90    | La Tua Città                | 667    | 2,46  | –     |
|                               | Giuseppe Maria Massimo Benenati | Giuseppe Maria Massimo Benenati | Giuseppe Maria Massimo Benenati | 377     | 1,64    | Partito Socialista Italiano | 1 070  | 3,94  | –     |
|                               | Antonino Vallone                | Antonino Vallone                | Antonino Vallone                | 366     | 1,59    | Progetto Alcamo             | 377    | 1,39  | –     |
| Totale                        | Totale                          | 23 618                          | 100                             | 22 972  | 100     |                             | 27 166 | 100   | 24    |
|                               |                                 |                                 |                                 |         |         |                             |        |       |       |
| Fonte: Ministero dell'interno |                                 |                                 |                                 |         |         |                             |        |       |       |